# Marek Janowski

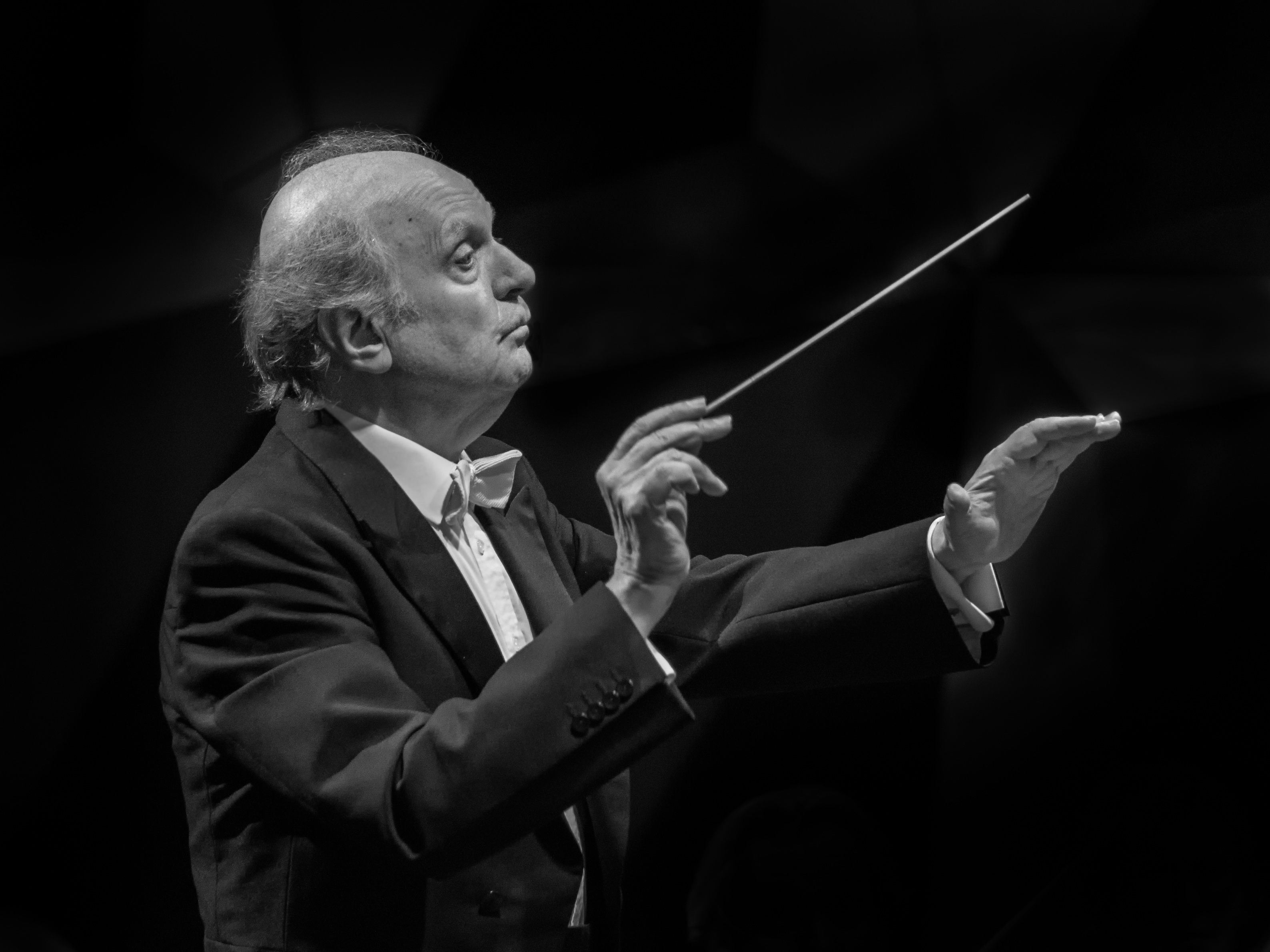
Marek Janowski (2016)

Marek Janowski (Warschau, 18 februari 1939) is een Duitse dirigent van  Poolse afkomst.

## Biografie
Marek Janowski's vader verdween in Polen tijdens de Tweede Wereldoorlog. Hij groeide op bij zijn Duitse moeder in Wuppertal en bracht zijn carrière grotendeels door in Duitsland, Frankrijk en de Verenigde Staten. Hij was onder meer chef-dirigent in Freiburg en van 1973 tot 1979 muzikaal directeur van de Opera van Dortmund.
Sinds 2000 was Janowski de eerste dirigent van het Orchestre Philharmonique de Monte-Carlo, waar hij in 2009 werd  opgevolgd door Yakov Kreizberg. in die periode leidde hij ook het RSO Berlin en de Dresdner Philharmonie. Met het andere orkest in de laatstgenoemde stad, de Staatskapelle Dresden, maakte hij een complete opname van Der Ring des Nibelungen van Wagner, die geldt als een van de meest gewaardeerde registraties van deze operacyclus.  
Vanaf 2005 was Janowski een van de dirigenten van het "triumviraat" van het Pittsburgh Symphony Orchestra, met Sir Andrew Davis en Yan Pascal Tortelier, die gezamenlijk het artistieke beleid voerden. Janowski focuste zich op het essentiële Duitse repertoire. Hij maakte opnamen van werken van Beethoven, Wagner, Brahms, Weber en Strauss. Zijn contract in Pittsburgh liep af in 2008. Bij zijn afscheid werd hem de Otto Klemperer Guest Conductor Chair toegekend.
Vanaf het seizoen 2005/06 ging Janowski een vijfjarig contract aan als artistiek en muzikaal directeur en eerste dirigent van het Orchestre de la Suisse Romande in Genève. Hoewel zijn contract aanvankelijk werd verlengd tot 2015, kwam het orkest met hem overeen dat hij in 2012 werd opgevolgd door Neeme Järvi, die de feitelijke leiding al in januari 2011 overnam. Janowski keerde in 2019 als chef-dirigent terug bij de Dresdner Philharmonie. In 2020 werden van het WDR Sinfonieorchester onder leiding van de 81-jarige Janowski de complete symfonieën van Beethoven op cd uitgebracht. 

## Over Marek Janowski
Literatuur
- Wolfgang Seifert: Atmen mit dem Orchester: der Dirigent Marek Janowski. Schott, Mainz, 2010, ISBN 978-3-7957-0675-3

DVD
- Marek Janowski: Les leçons particulières de musique. Regie: Michel Follen (voor de Franse tv-zender La Sept), Harmonia Mundi HMD 9909037, 2011.